# Blaesoxipha cothurnata
Blaesoxipha cothurnata är en tvåvingeart som beskrevs av Hsue 1978. Blaesoxipha cothurnata ingår i släktet Blaesoxipha och familjen köttflugor. Inga underarter finns listade i Catalogue of Life.